# Provincia de Vest, Zambia
Provincia de Nord este o unitate administrativă de gradul I a Zambiei. Reședința provinciei este orașul Mongu.

## Districte
Provincia de Nord se subdivide, la rândul ei, în 16 districte:
| - Kalabo - Kaoma - Limulunga - Luampa - Lukulu - Mitete - Mongu - Mulobezi - Mwandi - Nalolo - Nkeyema - Senanga - Sesheke - Shangombo - Sikongo - Sioma |